# Dissmeryngodes spiculatus
Dissmeryngodes spiculatus là một loài ruồi trong họ Asilidae. Dissmeryngodes spiculatus được Hull miêu tả năm 1962.